# Oblężenie Fukuryūji
Oblężenie Fukuryūji – zdobycie przez siły rodu Minamoto fortu w Fukuryūji należącego do sojusznika rodu Taira w 1183 roku, podczas wojny Gempei. Wojownicy Kanehiry Imai atakując przez zalane pola ryżowe, mimo ciężkiego ostrzału nieprzyjaciela, dokonali udanego szturmu fortecy.
Po porażce pod Mizushimą Yoshinaka Moritomo stanął ze swoją armią w prowincji Harima. Tam dowiedział się, że Kaneyasu Senoo, poplecznik Tairów, który został wzięty do niewoli w bitwie na przełęczy Kurikawa, podniósł bunt w prowincji Bizen. Senoo, który chwilowo przyrzekł posłuszeństwo Minamotom, przekonał ich, żeby pozwolili mu wrócić do jego rodzinnej prowincji Bitchū. Tam spotkał się ze swym synem Muneyasu Senoo i zgładziwszy przydzieloną mu eskortę żołnierzy Minamotów, zebrał swoich samurajów i uderzył na Bizen, gdzie zabił mianowanego przez Minamotów namiestnika prowincji.
Następnie zebrał około 2000 żołnierzy, w większości źle wyposażonych weteranów i umocnił drewniany fort Fukuryūji. Tam przyjął bitwę sił Minamoto, pod dowództwem Kanehiry Imai. Mimo niesprzyjającego terenu (do fortu prowadziła wąska droga otoczona błotnistymi polami ryżowymi), atakujący przypuścili zaciekły szturm. Pomimo silnego ostrzału z łuków, szarża przez pola się powiodła i po całodziennej zaciekłej walce napastnicy zdobyli palisadę. Kaneyasu Senoo z resztą żołnierzy wycofał się nad rzekę Itakura; powtórnie pobity, zdołał jeszcze pokonać ścigającego go samuraja Narizumiego Minamoto, ale gdy wrócił szukać syna Muneyasu, został doścignięty i zabity przez wojowników Kanehiry Imai.